# (3826) Handel
(3826) Handel est un astéroïde de la ceinture principale.

## Description
(3826) Handel est un astéroïde de la ceinture principale. Il fut découvert le 27 octobre 1973 à Tautenburg par Freimut Börngen. Il présente une orbite caractérisée par un demi-grand axe de 2,24 UA, une excentricité de 0,13 et une inclinaison de 4,6° par rapport à l'écliptique.
Cet astéroïde est nommé en l'honneur du compositeur Georg Friedrich Haendel (1685-1759).

## Compléments